# Semur-en-Vallon

Semur-en-Vallon este o comună în departamentul Sarthe, Franța. În 2009 avea o populație de 464 de locuitori.